# Santuário de Nossa Senhora das Brotas
Se procura a Igreja de Nossa Senhora das Brotas, em Angediva, Índia, veja Igreja de Nossa Senhora das Brotas (Angediva).
Se procura Nossa Senhora das Brotas, em Piraí do Sul, Brasil, veja Nossa Senhora das Brotas (Piraí do Sul)
O Santuário de Nossa Senhora das Brotas, também referido como Igreja de Nossa Senhora das Brotas ou Igreja Matriz de Brotas, situa-se em Brotas, município de Mora, distrito de Évora, Portugal.
A pequena ermida dedicada a Nossa Senhora das Brotas que deu origem à igreja e ao santuário atual foi fundada em data incerta, sendo comprovadamente anterior a 1424, tendo-se prolongado pelos séculos subsequentes (século XV – século XVIII) a construção do templo atual e do núcleo urbano que cresceu nas suas imediações. 
Trata-se de um conjunto de elevado valor patrimonial, tendo a igreja sido classificada em 1956 como Imóvel de Interesse Público.

## História; características
A origem do Santuário de Nossa Senhora de Brotas prende-se, segundo a tradição oral, ao milagre da Senhora com o mesmo nome e remonta aproximadamente ao ano de 1424; nesta data erguia-se neste local uma pequena ermida onde era venerada a imagem de Nossa Senhora de Brotas que, segundo a lenda, teria aparecido a um pastor que por ali guardava a sua vaca. A fama milagrosa atingida pela imagem tornou este santuário num dos mais concorridos locais de peregrinação do Alentejo de então.
Tendo nascido como simples comenda da Ordem militar de São Bento de Avis, a ermida manteve-se dependente da Vila das Águias durante longos anos. Em 1535, o Cardeal-infante D. Afonso, Bispo de Évora, concedeu-lhe independência eclesiástica e a sede paroquial da povoação da Vila das Águias foi então transferida para este local, com o título de Nossa Senhora de Brotas, impulsionando a ampliação do templo e o gradual crescimento do aglomerado urbano.

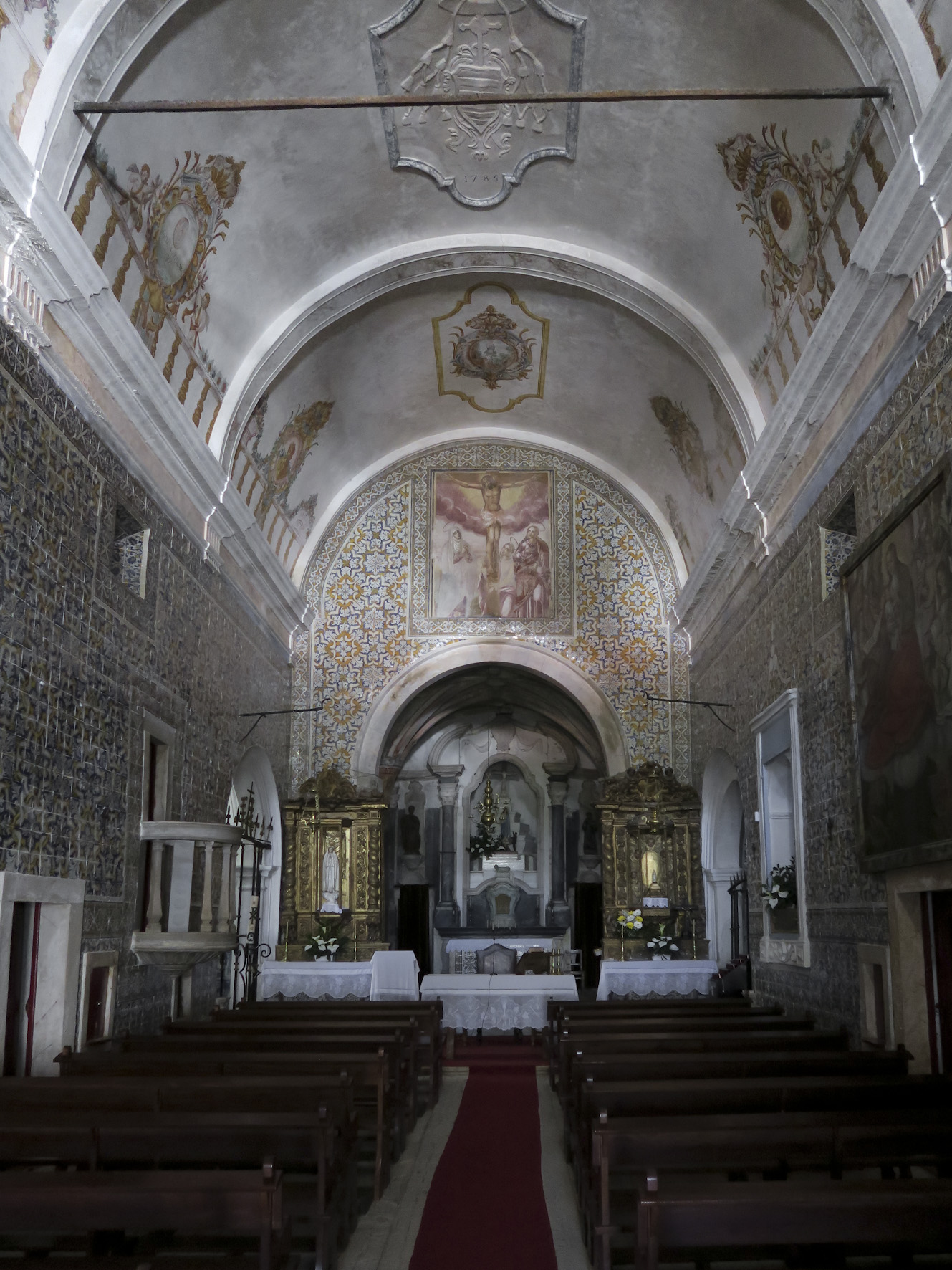
Interior da igreja

A remodelação e ampliação das edificações foi patrocinada pelo arcebispado de Évora, pela comissão fabriqueira da paróquia de Nossa Senhora de Brotas e pelas diversas confrarias sedeadas nesta igreja. Neste processo, foi preservada a capelinha original (que ainda hoje sobrevive, sendo utilizada como espaço de arrumo), tendo as obras decorrido ao longo dos séculos XVI, XVII e XVIII, numa sucessão de etapas construtivas que conferiram ao conjunto a sua estrutura atual, a que não é alheia a diversidade estilística desse dilatado período temporal – o monumento integra elementos góticos, barrocos e neoclássicos. Foram assim edificadas a capela-mor (de planta retangular, coberta por abóbada nervurada típica do gótico tardio e com altar-mor neoclássico), as capelas laterais (do Santíssimo Sacramento e das Santas Almas, situadas do lado do Evangelho e do lado da Epístola respetivamente), a nave da igreja (de planta retangular e coberta por abóbada de canhão), o coro-alto, a sacristia e a fachada principal, com a sua torre sineira e o invulgar altar exterior, destinado à celebração de missas ao ar livre quando o vasto número de fiéis reunidos no santuário tornava insuficiente o espaço interior da igreja. Assinale-se a importância dos vários conjuntos de azulejos, de diversos períodos (séc. XVI–XVIII), que cobrem de forma extensiva praticamente todas as superfícies parietais do interior do templo.
A crescente afluência de romeiros provenientes de todas as regiões do país, em particular das zonas de Évora e Setúbal, implicou não apenas a ampliação do templo mas também a construção de hospedarias, que foram sendo erguidas de um lado e do outro do santuário, configurando uma primeira rua, a Rua da Igreja, que se alarga na zona frontal da igreja. O conjunto ficaria a denominar-se Barroca de Nossa Senhora de Brotas. As construções destinadas a hospedaria foram divididas por confrarias (cada terra onde estava instituída a confraria de Nossa Senhora de Brotas fez erguer a sua própria casa), muitas delas ainda hoje assinaladas por lápides alusivas às localidades das irmandades e à data de construção. A título de exemplo, criaram aqui espaços de hospedaria as confrarias de Palmela, Mora, Cabeção, Setúbal, Lavre ou Cabrela. Estas construções, de dois pisos, obedeceram por regra a uma tipologia comum: piso térreo com um espaço único, destinado aos animais que transportavam os peregrinos e os seus haveres; piso superior dividido em dois compartimentos, destinados aos homens e às mulheres.
A igreja foi classificada como Imóvel de Interesse Público em 1956, tendo sido alvo de diversas campanhas de restauro, que culminaram no restauro dos azulejos em 2002-03.

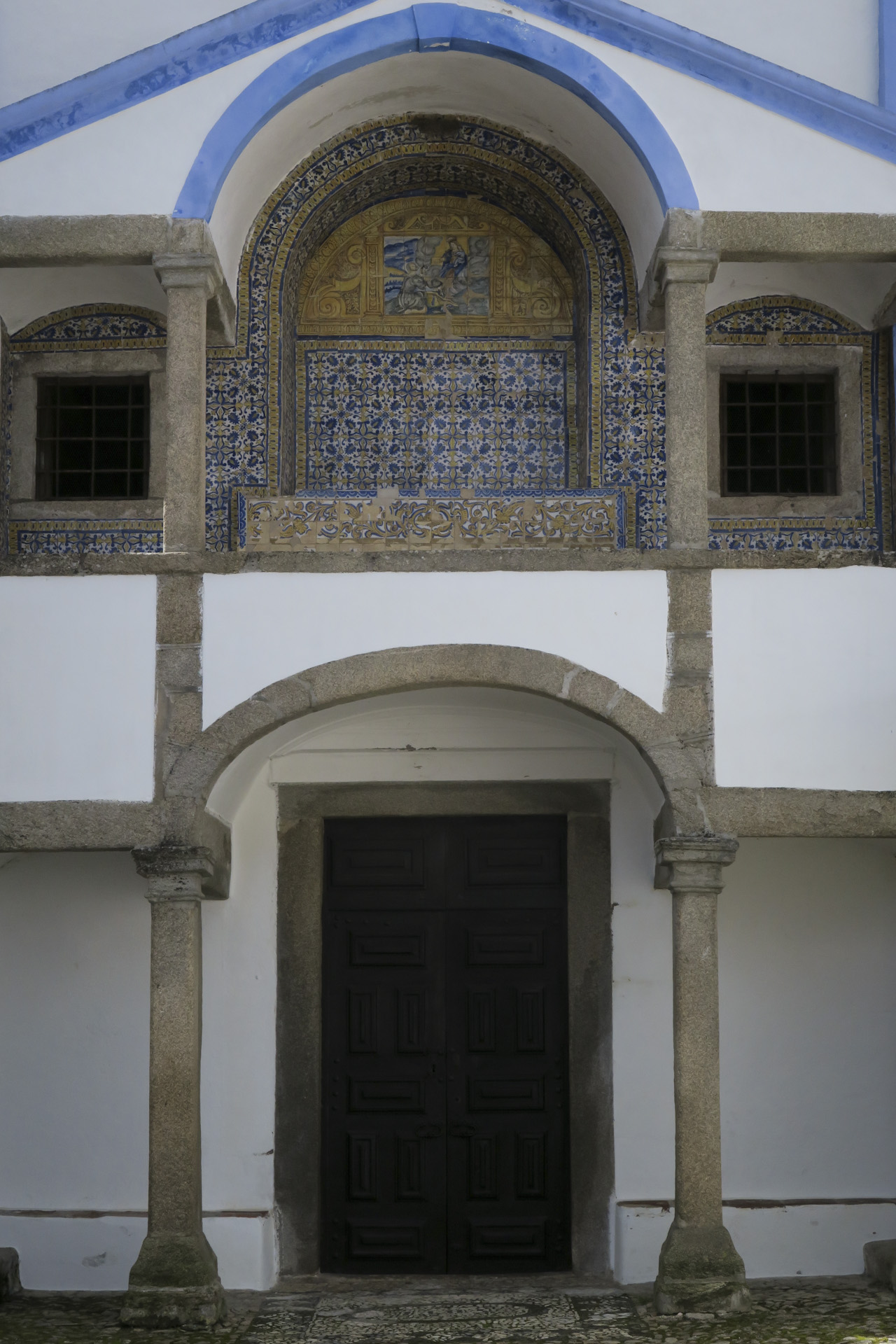
Pormenor da fachada da igreja
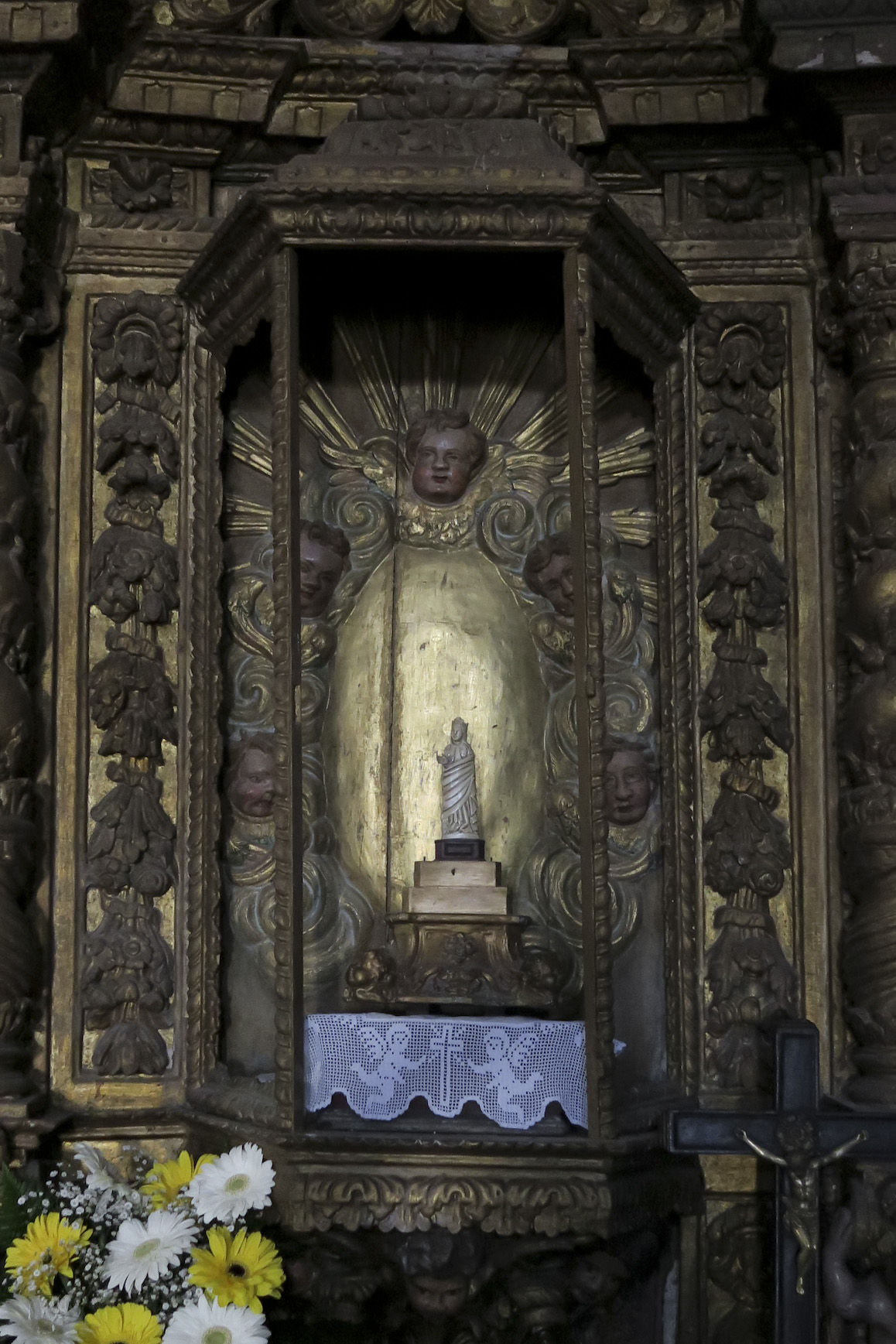
Imagem de Nossa Senhora de Brotas
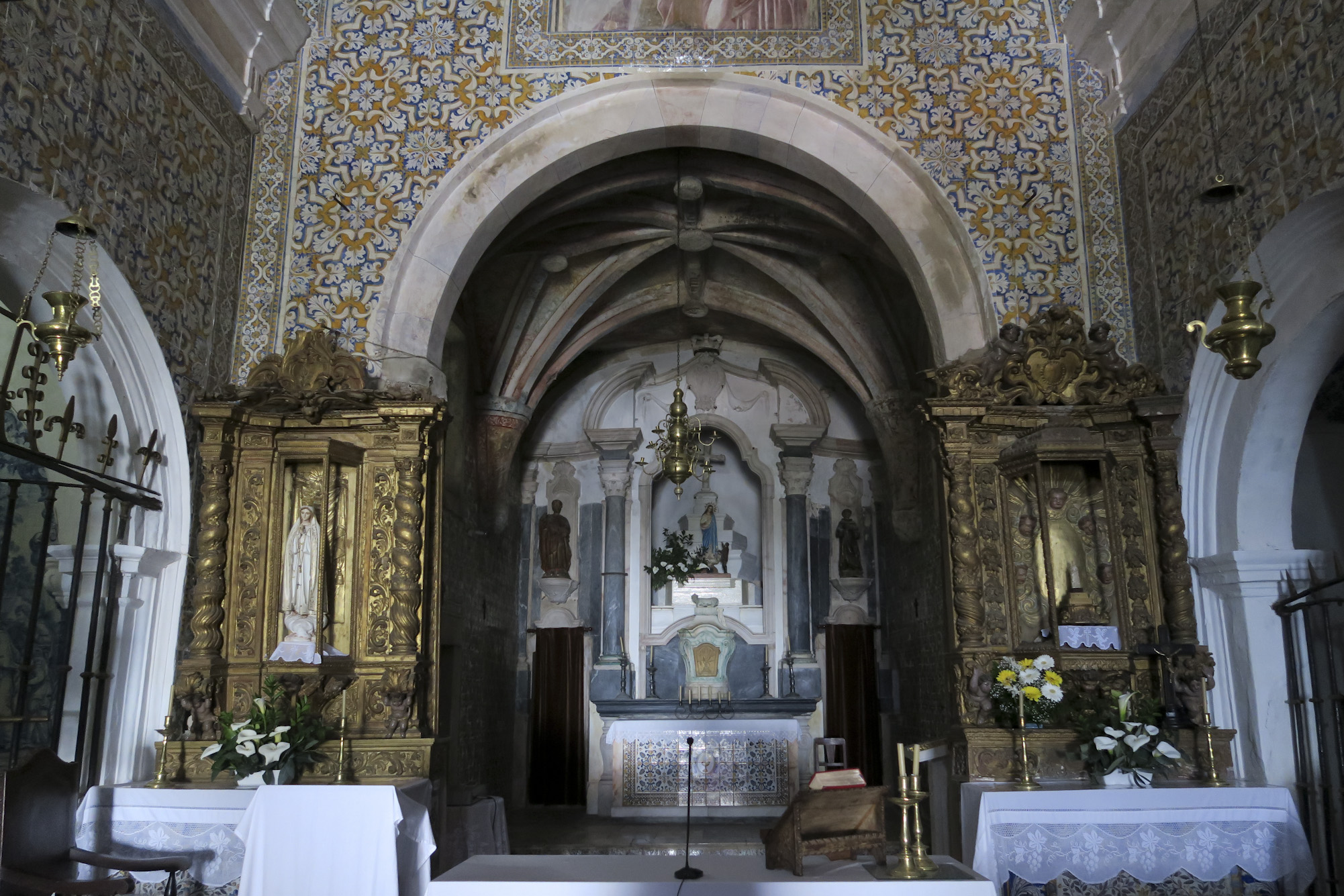
Capela-mor e retábulos laterais
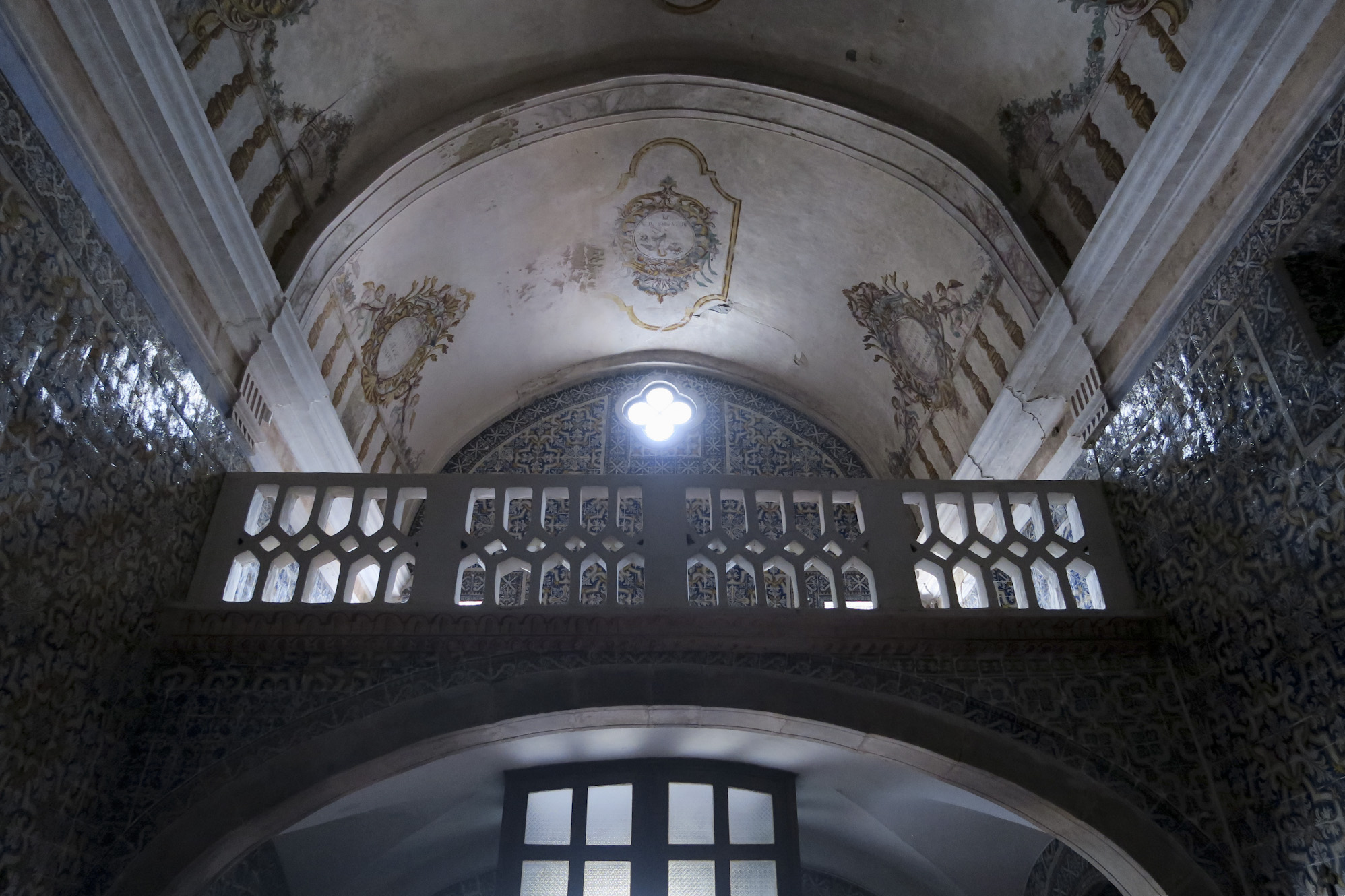
Coro-alto
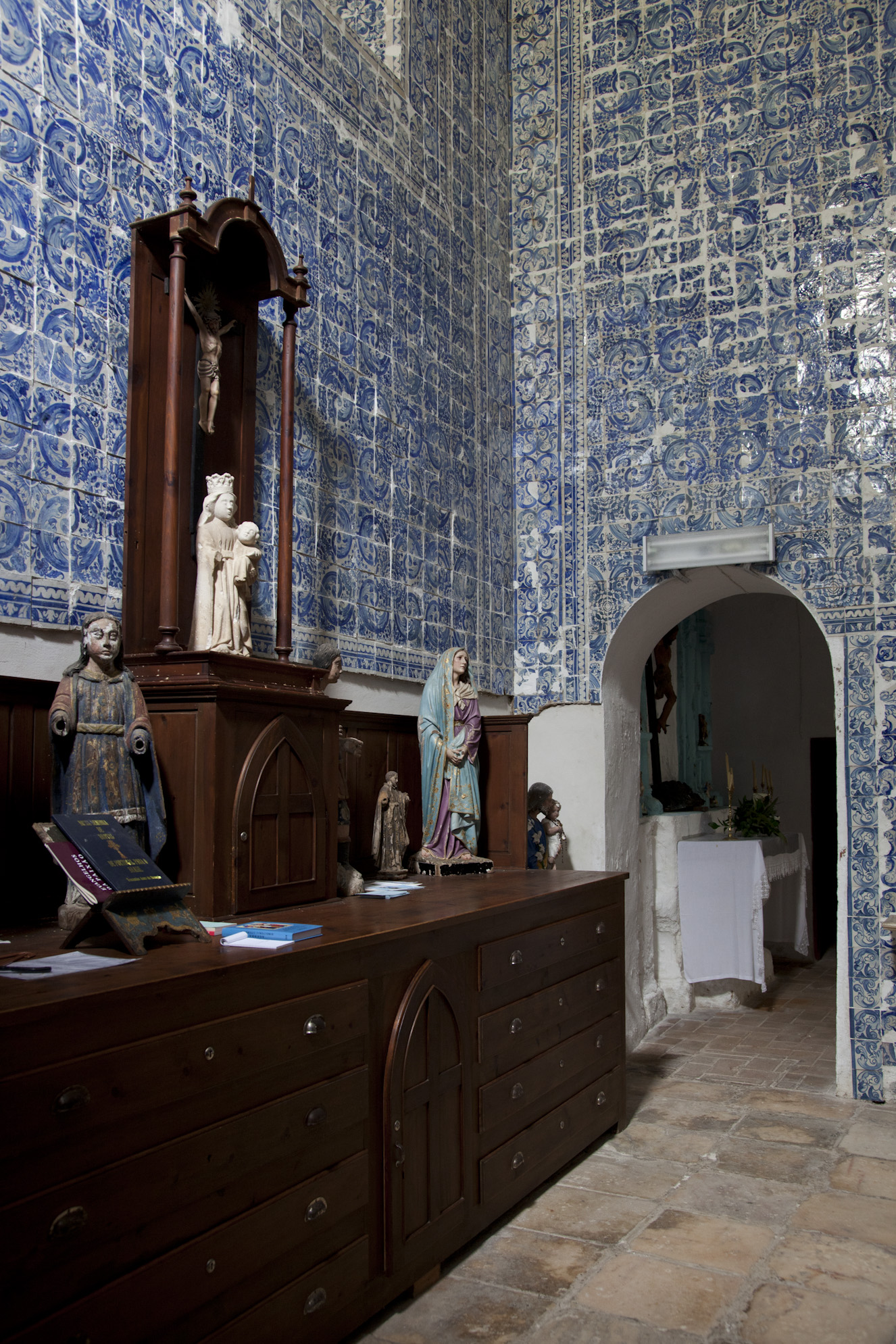
Sacristia
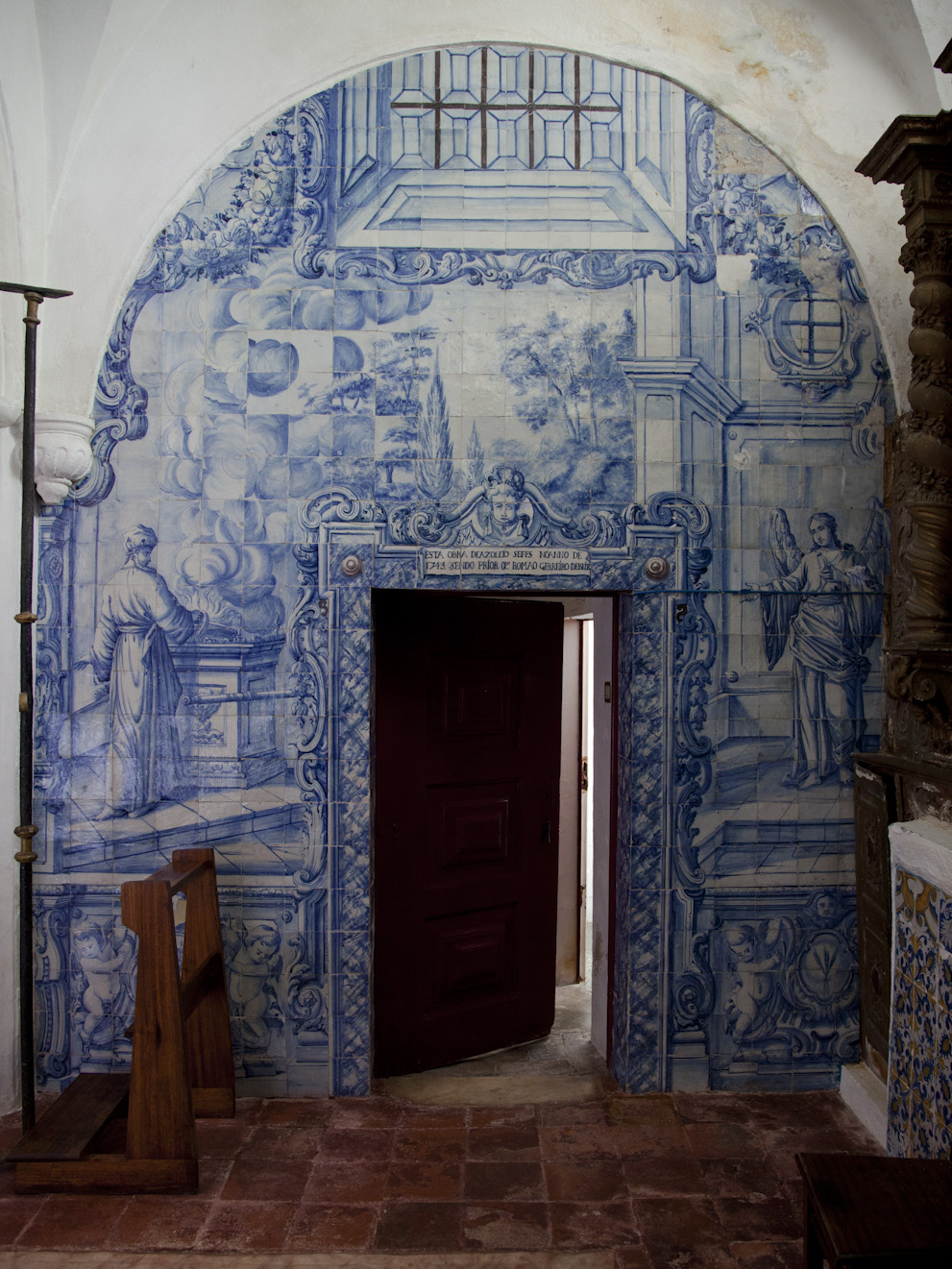
Painel de azulejos, séc. XVIII

## Milagre de Brotas; impacto
O santuário de Brotas liga-se, segundo a lenda, a um milagre ocorrido cerca de 1400: uma vaca que pastava teria caído ao fundo do barranco no qual hoje se ergue a igreja; um pastor achando o animal já morto propunha-se esfolá-lo quando lhe surgiu a Virgem com o Menino e lhe disse que no local construísse um templo em veneração da sua imagem. Imagem essa que miraculosamente ali talhou do osso da perna da vaca, já amputado pelo pastor; após a aparição o pastor constatou que vaca estava viva e com os membros intactos (a pequena imagem de Nossa Senhora de Brotas, em marfim, que se encontra atualmente no nicho do Altar das Almas, é popularmente identificada com aquela que a lenda diz ter sido talhada no osso da vaca). A fama do milagre levou ao local um vasto número de romeiros (contar-se-iam milhares nos dias de grande celebração), provenientes em particular do Alentejo e da Península de Setúbal, expandindo-se essa fama para fora de Portugal na sequência dos Descobrimentos. E embora o poder de atração do santuário se tenha reduzido drasticamente nos séculos XIX e XX, com uma afluência cada vez mais escassa de fiéis (no presente o templo desempenha as simples funções de igreja paroquial), Nossa senhora de Brotas é ainda hoje recordada na toponímia de vários países, como na Índia e no Brasil, com 4 localidades com esse nome e 5 arquidioceses cujo orago é Nossa Senhora das Brotas, padroeira dos animais doentes (ver, por exemplo, Nossa Senhora das Brotas, Piraí do Sul ou Igreja de Nossa Senhora das Brotas, Angediva). Por último, em Brotas, as Festas em Honra de Nossa Senhora das Brotas ocorrem anualmente no segundo fim de semana de agosto.

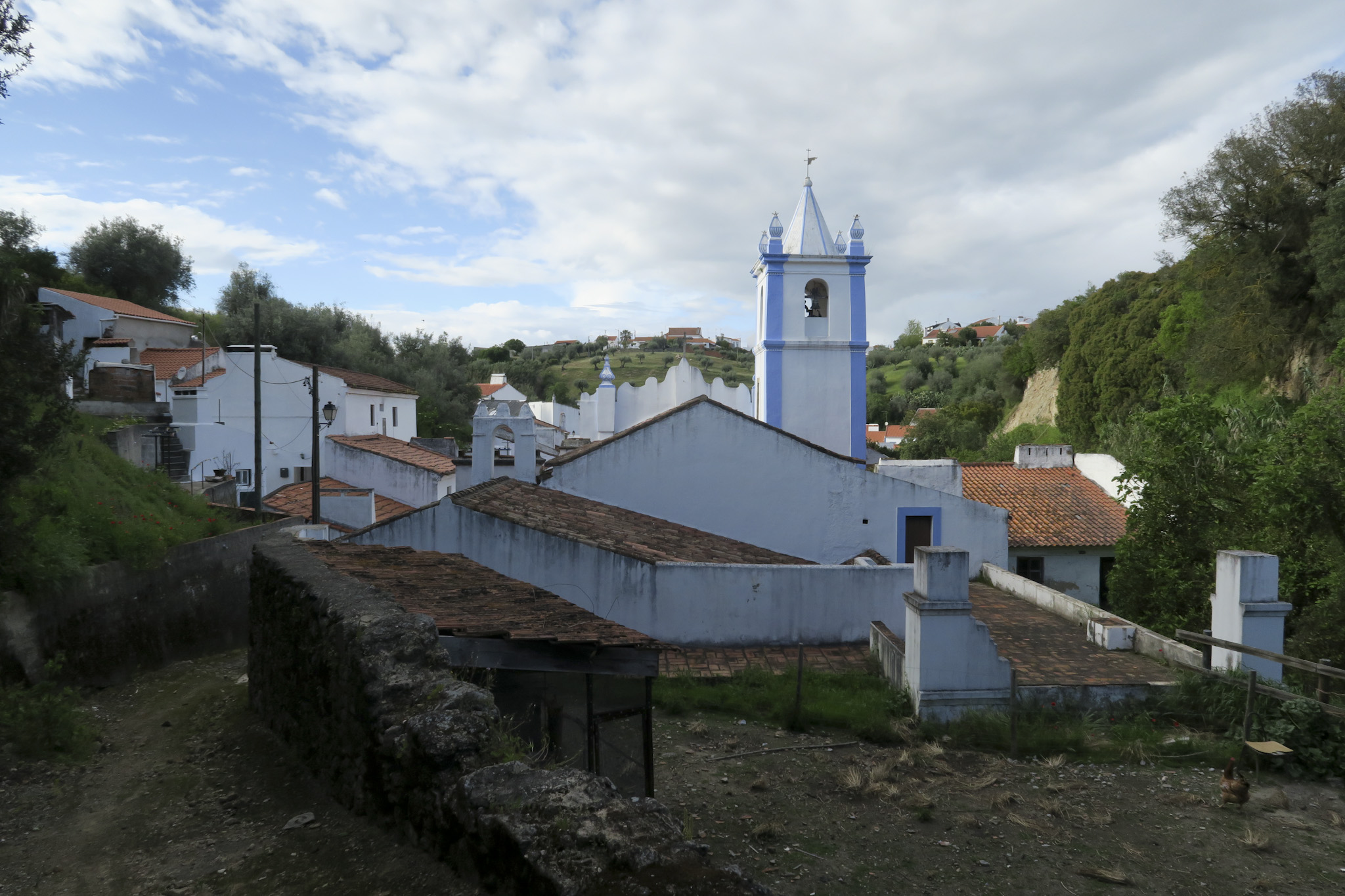
Igreja Matriz de Brotas; vista das traseiras
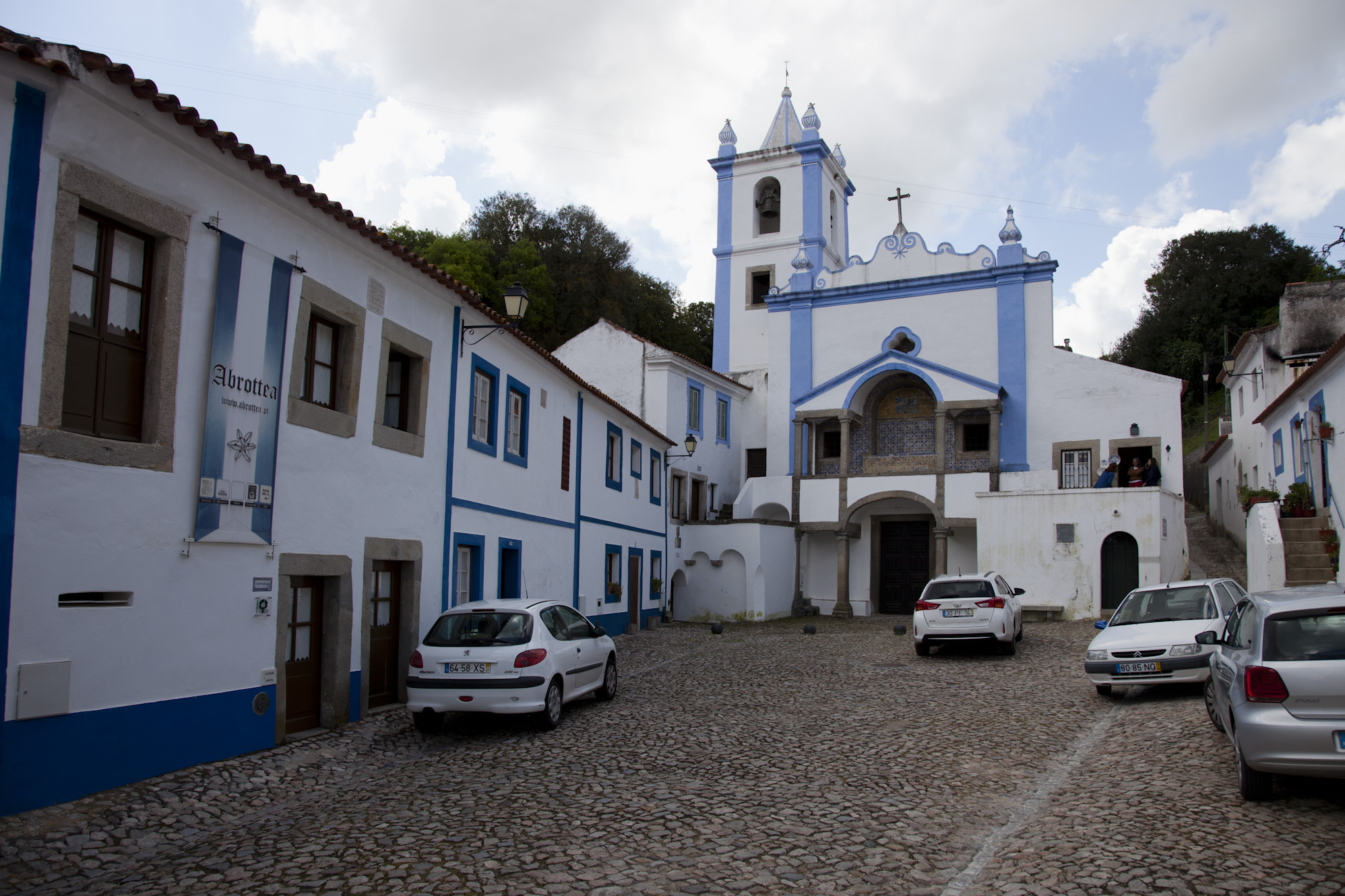
Rua da Igreja
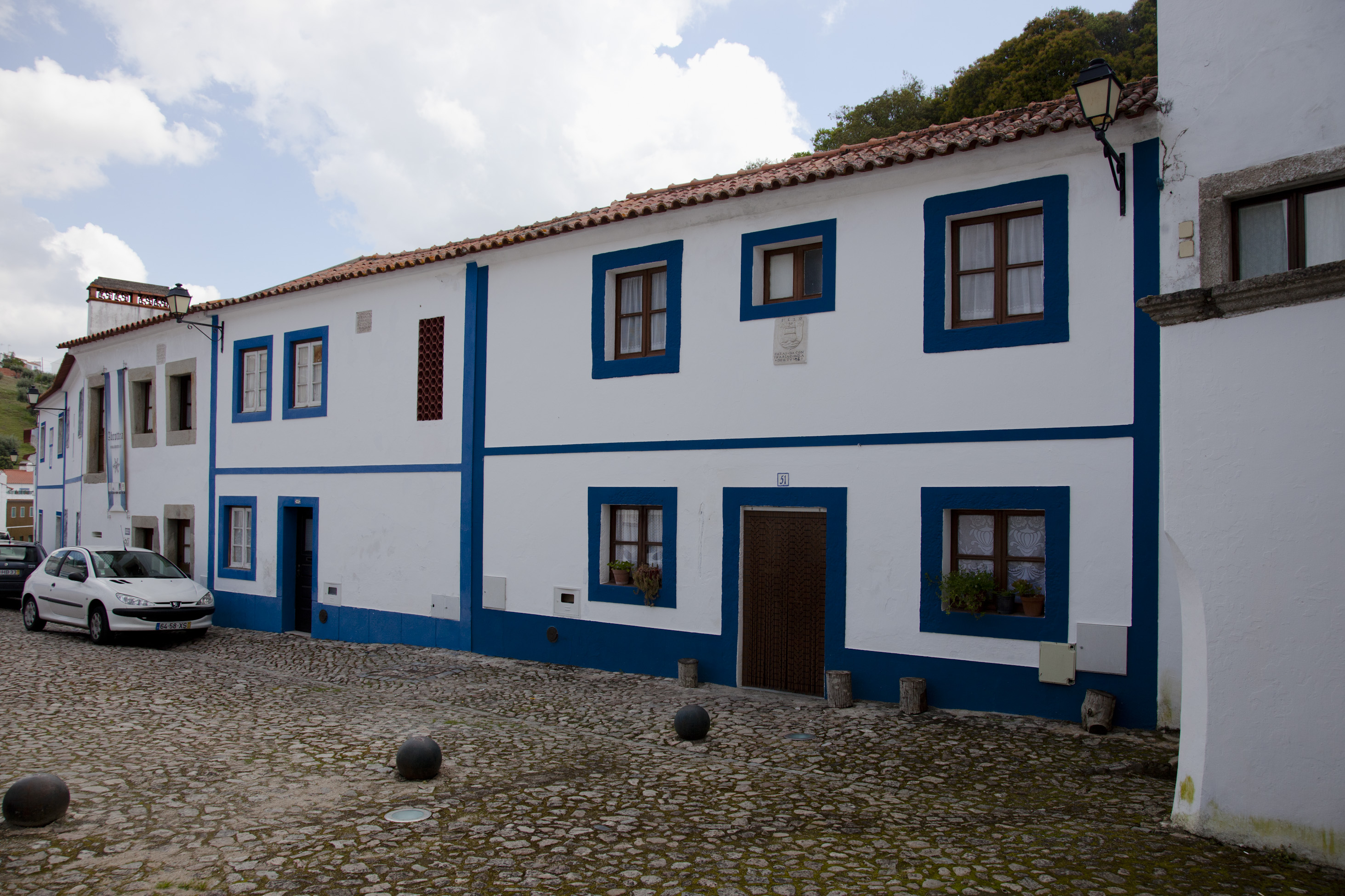
Edifícios de Confrarias na Rua da Igreja
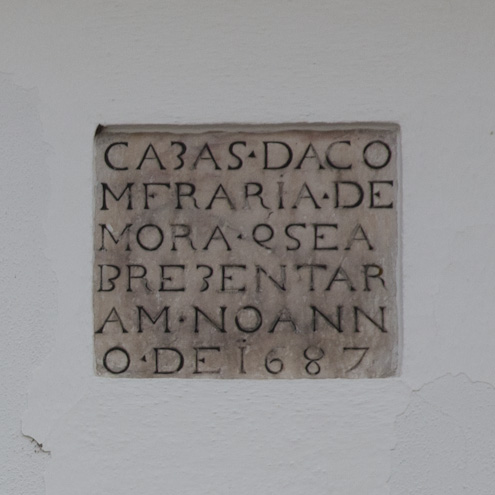
Lápide da Confraria de Mora, 1687, Rua da Igreja